# Kees Tulleken
Cornelis Antonius Franciscus (Kees) Tulleken (Amsterdam, 4 november 1940) is een Nederlands emeritus-hoogleraar neurochirurgie met een nul-aanstelling verbonden aan het Universitair Medisch Centrum Utrecht. Hij is een van de ontwikkelaars van de Elana-techniek. 
Tulleken kwam in het nieuws na aantijgingen van plagiaat  in 2011 en door uitlatingen over de medische situatie van prins Friso na diens skiongeval van 17 februari 2012.
Tulleken studeerde geneeskunde aan de Rijksuniversiteit Leiden. Na kort werkzaam geweest te zijn bij het Militair Hospitaal in Utrecht trad hij in 1974 in dienst bij het Westeinde Ziekenhuis. Hij promoveerde eerder in 1971 met een stuk over gesloten fracturen van de laag-thoracale en de lumbale-wervelkolom met neurologische stoornissen. Op 1 mei 1981 werd hij benoemd tot hoofd van de afdeling Neurochirurgie van het UMC Utrecht en werd hij hiermee hoogleraar. Deze functie bekleedde hij tot 1 december 2005. Sinds dat moment is hij emeritus professor. In 2007 en 2008 was hij bovendien werkzaam als co-directeur van het Cerebal Bypass Program van St. Luke's Roosevelt Hospital Centre in New York.
Op 25 november 2005 werd Tulleken benoemd tot Ridder in de Orde van de Nederlandse Leeuw vanwege zijn bijdragen aan de medische wereld. Hij ontving de onderscheiding uit handen van burgemeester Brouwer-Korf van Utrecht.
Tulleken was lid van de Gezondheidsraad en het Centraal Tuchtcollege voor de Gezondheidszorg.

## Elana-techniek
De Elana (Excimer Laser-Assisted Non-occlusive Anastomosis)-techniek, die Tulleken ontwikkelde, maakt een bypass op een bloedvat in de hersenen mogelijk zonder dat de bloedstroom onderbroken wordt. Sinds 1979 experimenteerde Tulleken met de door hem ontwikkelde techniek die hij steeds verder perfectioneerde.

## Aantijgingen plagiaat
De Belgische arts Erwin de Winter beschuldigde Tulleken in 2011 van het stelen van een uitvinding. Het betrof een schroefdraadje waarmee bloedvaten aan elkaar gehecht konden worden. Het UMC Utrecht verweerde zich tegen deze beschuldigingen en stelde dat deze chirurgische toepassing door de Belg gedaan werd toen hij in dienst was van het ziekenhuis. Daarmee lag volgens het UMC het intellectueel eigendom primair bij het ziekenhuis.

## Prins Friso
Op 18 februari 2012 kwam Tulleken in het nieuws nadat diens echtgenote, Jannetje Koelewijn, een artikel publiceerde in NRC Handelsblad over de medische situatie van prins Friso. De informatie in het artikel over de prins, die slachtoffer was geworden van een lawine, had Koelewijn via haar man verkregen. Terwijl Tulleken en een van de artsen van Friso diens situatie bespraken, luisterde Koelewijn mee en publiceerde zij haar bevindingen op de voorpagina van het dagblad. Het kwam hen beide op veel kritiek te staan omdat Tulleken hiermee zijn medisch beroepsgeheim zou hebben geschonden en NRC Handelsblad de privacy van Friso niet voldoende zou hebben gewaarborgd. Johan Legemaate, hoogleraar gezondheidsrecht aan de Universiteit van Amsterdam stelt dat Tulleken het beroepsgeheim niet heeft geschonden, omdat journalist Koelewijn de details over de medische situatie van de prins rechtstreeks van de behandelend arts kreeg. Het beroepsgeheim van Tulleken speelt hierbij geen rol, aldus Legemaate. De betreffende arts, Claudius Thomé, ontkende echter informatie over de toestand van de prins te hebben gegeven.
Op 18 juni 2013 berispte het regionaal tuchtcollege in Amsterdam Tulleken voor het schending van zijn beroepsgeheim.